# Mina de São Domingos
A Mina de São Domingos é um antigo complexo mineiro, situado na freguesia de Corte do Pinto, no Município de Mértola, na região do Alentejo, em Portugal.
Desde a antiguidade que são conhecidos os jazigos mineiros na área de São Domingos, tendo a produção começado provavelmente na Idade do Bronze, e atingido uma grande intensidade durante a época romana. Porém, só no século XIX é que se iniciou a produção em larga escala, que perdurou até meados da década de 1960. Na década de 2000 o antigo complexo mineiro entrou numa nova fase, desta vez do ponto de vista do seu reaproveitamento turístico e da reabilitação ambiental.
O conjunto da Mina de São Domingos é composto por várias espaços, estruturas e equipamentos que eram utilizados na produção e processamento de minério, como a grande mina a céu aberto conhecida como corta, e o complexo industrial da Achada do Gamo, além de uma aldeia onde residiam os operários e os administradores da mina, a Aldeia da Mina de São Domingos. O minério era transportado por uma linha férrea até ao porto fluvial do Pomarão, no Rio Guadiana, onde era transferido para barcos com destino a outras partes do país ou para o estrangeiro. A exploração criou gravíssimos problemas ambientais na região em redor, devido principalmente à contaminação das águas pelas escórias, que foram deixadas no local após o encerramento da mina.
O complexo mineiro está incluído na Zona de Protecção Especial do Vale do Guadiana (Rede Natura 2000), e foi classificado como Conjunto de Interesse Publico desde 2013.

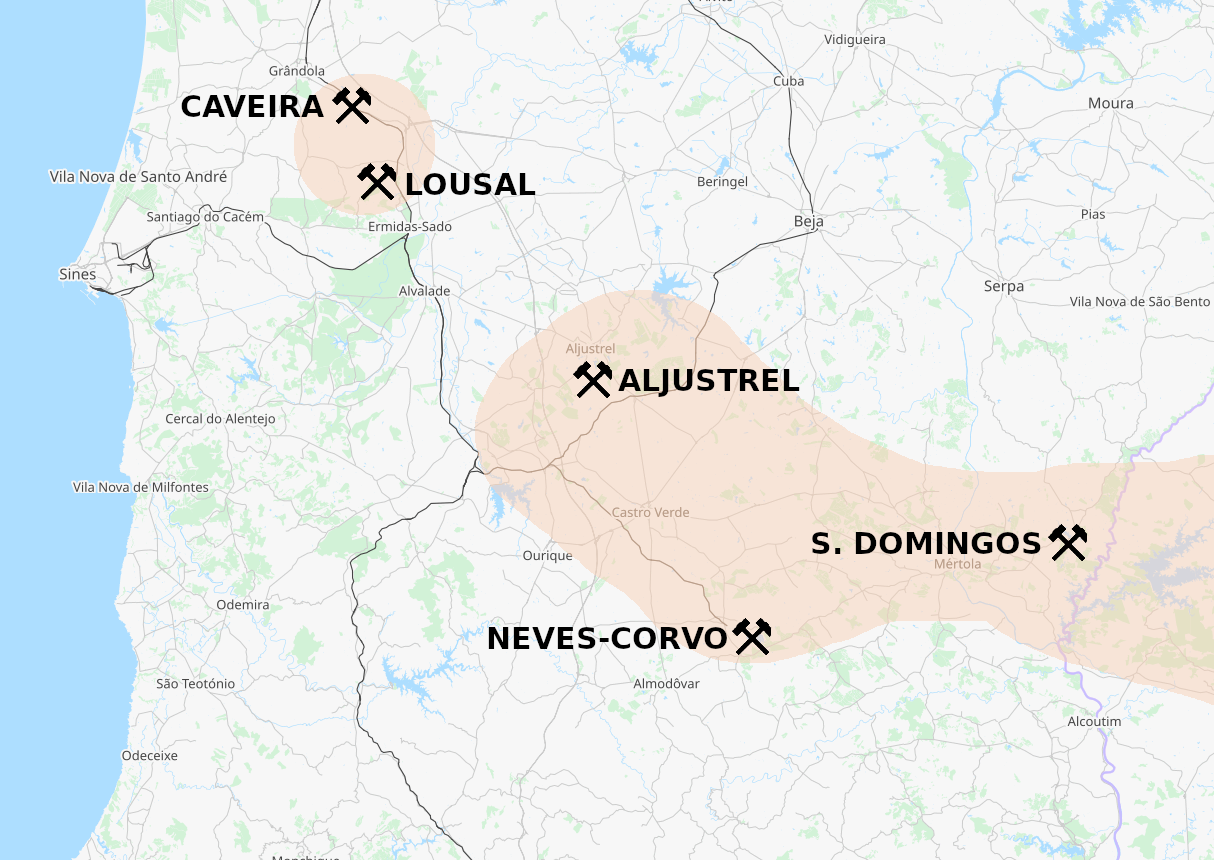
Mapa da Faixa Piritosa Ibérica em Portugal, com as principais minas. A única ainda em operação é a de Neves-Corvo.

## Descrição

### Localização e importância
O antigo couto mineiro situa-se na Serra de São Domingos, no Município de Mértola, na região meridional do país, junto à fronteira com Espanha. Localiza-se a cerca de 17 Km da sede de Município, e a 67 Km da sede de distrito, Beja. As antigas infraestruturas mineiras, incluindo a plataforma da antiga via férrea, inserem-se numa propriedade com 2000 hectares, que pertence à firma espanhola La Sabina.
Além do complexo principal também existiu a exploração do Serro da Mina, que produziu manganês e ferro, e que funcionou no século XX, como parte da Mina de São Domingos.
Insere-se na Faixa Piritosa Ibérica, uma zona rica em minerais com cerca de 250 Km de comprimento e 50 Km de largura, que se prolonga sensivelmente desde Alcácer do Sal, em Portugal, até Sevilha, em Espanha. Além de São Domingos, esta área também concentrou outras importantes explorações mineiras, como as da Caveira, Lousal, Aljustrel e Neves-Corvo, em território nacional, e do Rio Tinto, em Espanha. A área correspondente ao Município de Mértola teve um grande potencial mineiro, com um grande número de explorações ao longo dos tempos. Por exemplo, no Serro do Ouro, igualmente na freguesia de Corte do Pinto, funcionou uma mina de cobre e pirite, que foi trabalhada na segunda metade do século XIX e on século XX. Mais perto de Mértola existiram minas de ferro e manganês, que também foram exploradas entre os séculos XIX e XX, Em Santana de Cambas também funcionou a mina da Tapada do Touril, igualmente de ferro e manganês. Do outro lado da fronteira também existiu a mina de Vuelta Falsa, nas imediações da povoação portuguesa de Corte do Pinto, e que também foi responsável por graves problemas ambientais no Rio Chança.
A mina de São Domingos foi o principal centro de mineração no país até à década de 1930, e uma das maiores explorações de pirites na Península Ibérica. A nível regional, foi considerado como o principal promotor para o desenvolvimento do Município de Mértola.

### Composição

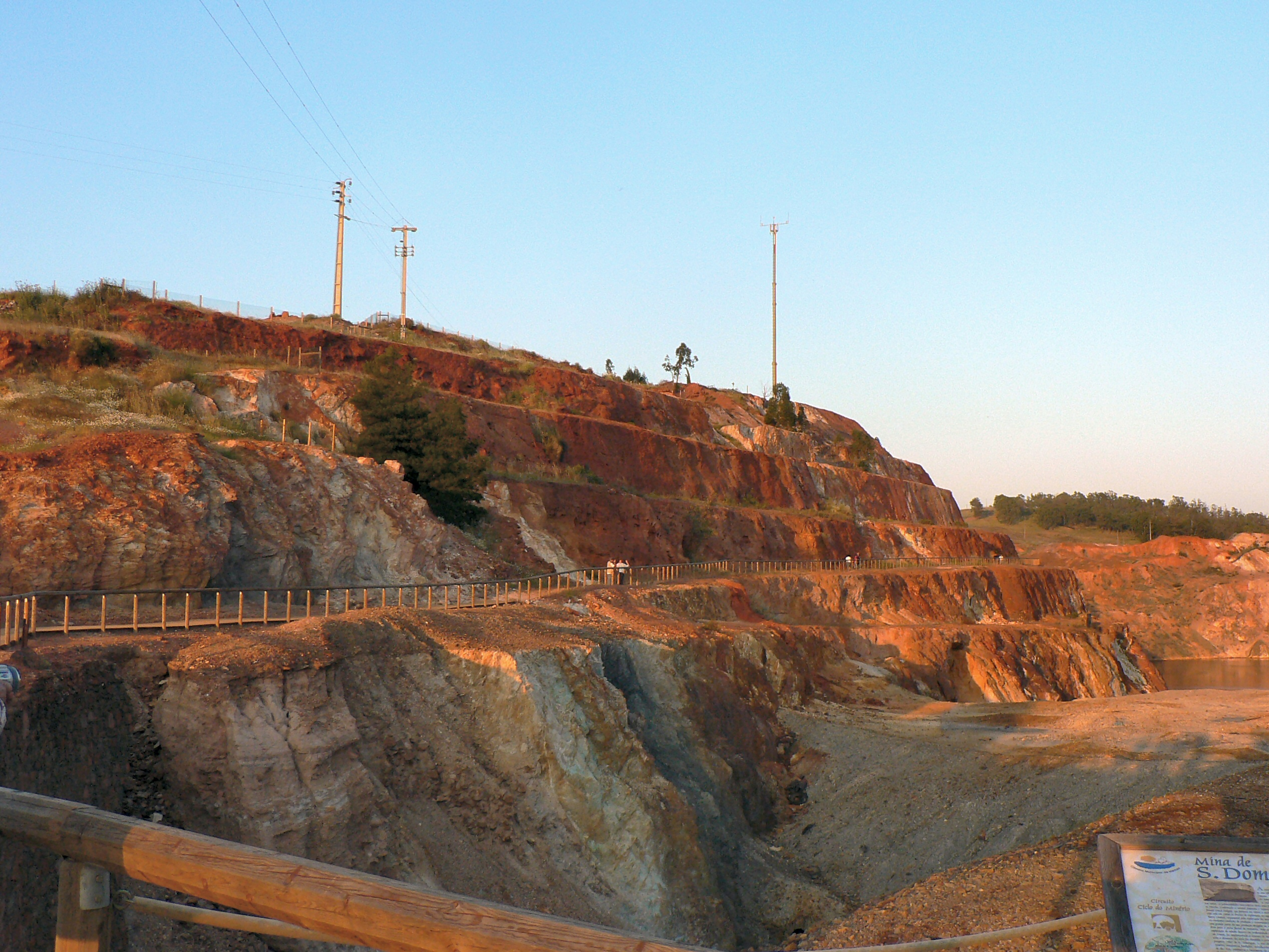
Vestígios da corta, em 2006.

#### Mina e infraestruturas
No artigo Minas do Distrito de Beja, escrito pelo professor Aboim Inglês e publicado na obra Album Alentejano: Distrito de Beja, na década de 1930, o jazigo é descrito como sendo composto por «uma grande massa da pirita ferro-cuprifera de 600 metros de comprimento por 60 m de largura máxima, estando conhecido até aos 300 ms de profundidade».
Os principais produtos da mina eram enxofre e pirite de cobre, sendo também importante a exploração de ouro, prata, estanho, chumbo, níquel, cobalto, cádmio e arsénio antimónio. O minério era principalmente piritoso, com teores médios de 45 a 48% de enxofre, sendo triturado e processado antes de ser levado a bordo dos navios. Inicialmente a mina focou-se principalmente na produção de cobre, e posteriormente na de pirite.
Segundo o artigo O cobre em Portugal: A Mina de São Domingos publicado por Adelino Mendes na revista Ilustração Portuguesa em 1907, a mina comunicava com a superfície através de três túneis, dois terminando no vale, onde se situavam as máquinas e oficinas, e um na extremidade inferior da corta. Esta tinha sido uma mina a céu aberto, e consistia num fosso de grandes dimensões, cuja abertura à superfície tinha cerca de dois quilómetros de circunferência. A mina em si tinha dois níveis, sendo o acesso ao primeiro feito através de um túnel inclinado, que terminava numa grande zona de esplanada, de onde saíam os túneis para os filões de minério. Para chegar ao segundo nível era necessário descer através de poços perpendiculares, onde se encontravam os elevadores de minério e as escaleiras para os trabalhadores. Neste segundo nível existiam também túneis laterais como no primeiro, além de outros poços que permitiam atingir uma profundidade de cerca de 240 m. No seu ponto máximo, a exploração a céu aberto atingiu os 120 m de profundidade, enquanto que os poços e galerias chegaram aos 400 m. Aboim Inglês explicou que «até ao piso 150 faz-se a extracção por poço vertical por meio de jaulas transportando os vagons continuos que depois são engatados no cabo sem fim para subir pelo tunel inclinado automaticamente á superfície a uma instalação trituradora e classificadora por tamanhos». Neste local, o minério era dividido em diversos tipos: «ou é levado á cementação para produzir (Cáscara de cobre) (producto com 70 a 80% cobre) ou era exportado pelo seu caminho de ferro até ao porto do Pomarão».
Aboim Inglês destacou igualmente a utilização do método pioneiro da hidrometalurgia natural, desenvolvido pelos britânicos Joel e Harvey e pelo capataz Manuel Joaquim, que substituiu a calcinação, e que permitiu um aproveitamento do enxofre para a produção de ácido sulfúrico.
Como parte do funcionamento da mina foi construído um conjunto de estruturas administrativas e de apoio, que incluíam armazéns e oficinas, destacando-se a central eléctrica, que além da mina em si também abastecia a aldeia de São Domingos, e que foi a primeira estrutura deste género na região do Alentejo. Foram construídas quatro barragens para fornecer água à mina sendo um dos principais usos o processamento dos minerais de baixo teor, através da via húmida.

#### Corte da Mina e Achada do Gamo
Dois dos mais importantes pontos na antiga exploração mineira de São Domingos era a Corte da Mina, que funcionou como mina a céu aberto, e como acesso às galerias subterrâneas.
Na Achada do Gamo, situada no percurso entre a mina de São Domingos e o Pomarão, foi instalado um grande complexo industrial para o aproveitamento do enxofre extraído na mina, que era depois utilizado nas fábricas nacionais para a produção de ácido sulfúrico e de pesticidas agrícolas. Devido às suas estruturas, este local é considerado como um dos mais emblemáticos no percurso da antiga mina. Nesta zona também se reuniu um impressionante conjunto de depósitos de escórias, conhecidos como escombreiras.

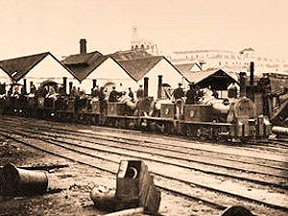
Linha férrea da mina de São Domingos, em 1880.

#### Via férrea e porto do Pomarão
O complexo de São Domingos incluía uma rede ferroviária entre as minas e o porto de abrigo do Pomarão, situado a cerca de 18 Km da mina. Este porto fluvial situa-se no Rio Guadiana, nas imediações da foz do Rio Chança, e a 50 Km da foz do Guadiana no Oceano Atlântico, em Vila Real de Santo António. Aqui era feito o transbordo do minério para navios, com destino aos grandes centros industriais do Reino Unido, Alemanha, França e Itália, tendo Aboim Inglês referido que a «empresa tem depositos e instalações para cargar dois vapores por dia». Neste ponto não se fazia apenas o embarque do minério, mas também se desembarcavam mercadorias, principalmente equipamentos e materiais para a mina. Na zona da Palanqueira, na margem direita do Guadiana, também se situavam algumas estruturas de apoio ligadas às funções portuárias, além de um pombal.
O percurso de visita da Rota do Minério acompanha de perto a antiga via férrea, desde a aldeia de São Domingos até ao Pomarão.

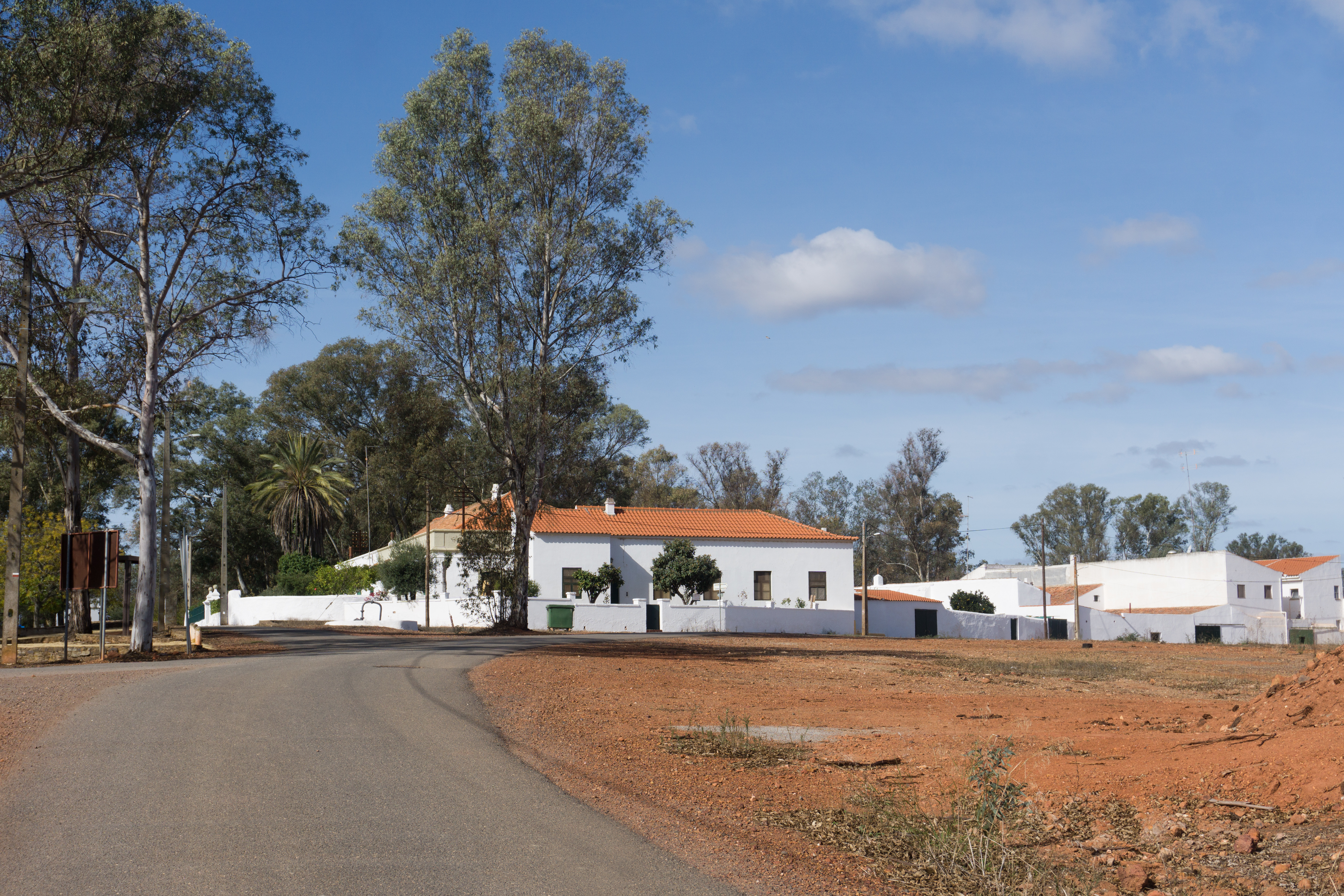
Vista parcial da aldeia de São Domingos, em 2019.

#### Aldeia
De forma a albergar o grande número de trabalhadores das minas e as suas famílias, a companhia instalou uma aldeia de raiz, igualmente denominada de São Domingos. Além das casas em si, o povoado também incluía um posto da polícia, e conjunto de infraestruturas destinadas a melhorar a quotidiano dos trabalhadores, incluindo uma igreja, um cine-teatro, um hospital e uma farmácia, uma escola, e uma cooperativa onde se podiam abastecer de alimentos. A central eléctrica da mina também abastecia a aldeia, que foi uma das primeiras em território nacional a ter iluminação eléctrica. A povoação também alcançou um certo desenvolvimento do ponto de vista cultural e desportivo, com  uma banda de música e uma equipa de futebol própria, o São Domingos Futebol Clube. Aboim Inglês refere que «os serviços medicos e de farmacia são gratis. Os serviços de higiene publica são tambem por conta da Empreza: poços dágua potável, lavatorios, retretes, ruas e fiscalização dos quarteis [residências dos trabalhadores] são objecto de constantes cuidados. Estes cuidados e a guerra ao mosquito reduziu a malaria que existia em S. Domingos a quási nada.».
Porém, apesar destas facilidades, a vida dos operários ainda se fazia em condições de pobreza, devido principalmente aos baixos salários da mina, pelo que muitos também se dedicavam à pesca, caça ou ao contrabando. Por exemplo, o jornal A Sapataria Portuguesa de 17 de Junho de 1892 noticiou que numa casa da povoação foram encontradas 120 pares de alparcatas e 137 Kg de açúcar, que tinham vindo ilegalmente de Espanha, de forma a não pagar os impostos aduaneiros.
Em 1907, Adelino Mendes descreveu a aldeia como sendo de «casaria uniforme e toda branca que se accumula em arruamentos symetricos n'uma encosta suave que vem morrer no volle [sic] cortado pelas linhas ferreas e povoado d'officinas, com o seu mercado amplo e espaçoso, onde se vende tudo o que é mais necessario á vida, com os seus massiços de verdura, com as grandes florestas de eucalyptos altos e esguios, com o seu aspecto ridente e feliz, é uma das mais encantadoras aldeias alemtejanas, e talvez a única onde n'este verão que morreu conseguiram resistir ao calor ardente de um sol de fogo alguns canteiros floridos que os ingleses cultivam com esmero em torno dos seus homes recatados e simples». Refere ainda que para abastecimento da povoação, a empresa «construiu lagos immensos onde se accumulam dezenas de milhões de metros cubicos d'agua». A companhia também ordenou a plantação de árvores e jardins, no sentido de combater a aridez da região, e ao mesmo tempo minimizar os efeitos da poluição gerada pelas operações mineiras.
No pólo museológico da Casa do Mineiro foi reconstruída uma residência típica da aldeia em meados do século XX, demonstrando as fracas condições de vida das famílias operárias, devido às suas reduzidas dimensões e ao esparso recheio, com lareira, cama e outros utensílios do quotidiano. Em 1929, o escritor Ferreira de Castro investigou a Mina de São Domingos, para uma reportagem do jornal O Século, e apesar de ter sido impedido de entrar na mina pela administração, esteve no bairro operário, onde constatou as miseráveis condições de vida dos seus habitantes. O escritor descreveu as casas como sendo muito pequenas, sujas e escuras, onde «os olhos carecem de alguma distância para avaliar os objectos», e as crianças se arrastavam pelo chão, como «rãs na lama de um charco», tendo destacado as esposas dos mineiros como «produtoras dum heroísmo quotidiano».
A comunidade britânica vivia numa área distinta da aldeia, no lado oposto da colina, sendo composta por vários palacetes e outros edifícios de grandes dimensões, que apresentavam uma mistura de arquitectura vitoriana e tradicional do Alentejo, seguindo a prática britânica de utilizar versões modificadas dos modelos vernaculares. O complexo britânico contava com várias comodidades para os residentes, como um coreto, campos de ténis, críquete e golfe, e um cemitério próprio. Entre os edifícios destacava-se o imponente palácio da administração, posteriormente ocupado por uma unidade hoteleira. Este contraste entre as pobres casas dos portugueses e as confortáveis residências no bairro inglês era um reflexo da forte distinção entre as duas comunidades, com os estrangeiros a assumirem posições administrativas na mina, enquanto que a vasta maioria dos autóctones trabalham como operários.
O campo de golfe da mina de São Domingos surge numa listagem de destinos turísticos recomendados, publicada na revista Panorama em 1949.

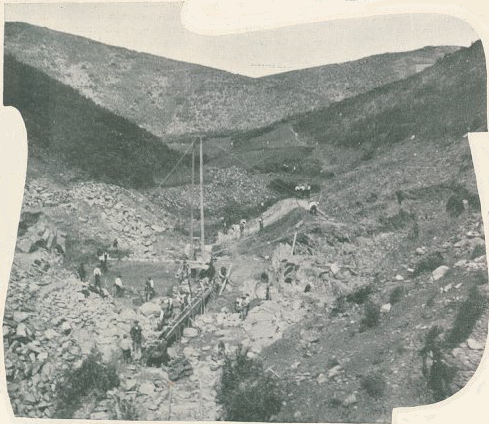
Trabalhos na corta, em 1907.

### Condições de trabalho
Nos princípios do século XX, as condições de trabalho nas minas eram consideradas péssimas, sendo o perigo de desabamentos constante. O jornalista Adelino Mendes refere que «os homens que trabalham na mina parecem phantasmas. Quase nús, enfarruscados pelo pé negro que os malhos e as brocas fazem desprender da rocha, esses desgraçados teem sempre deante d'elles, a ameaçal-os impiedosamente, o espectro da morte; e todavia, á força de lidarem com o perigo, nem sequer pensam que uma pancada mais forte pode fazer desabar sobre elles um rochedo que os reduzirá a uma massa aforme. [...] Além de cento e cincoenta metros respira-se já com dificuldade e sitios ha onde os operarios da treva não podem permanecer por mais de dez minutos sem virem cá acima sorver um pouco d'ar fresco que lhes vivifique os pulmões arruinados pela atmosphera deleteria que aspiram nos poços onde os sepultam em vida».
Ferreira de Castro também denunciou o elevado grau de perigosidade a que estavam sujeitos os mineiros, tendo relatado que as galerias estavam «deficientemente entivadas», ou seja, mal escoradas, e que os acidentes ocorriam com grande frequência, fazendo com que «a morte faça parte» do quotidiano.

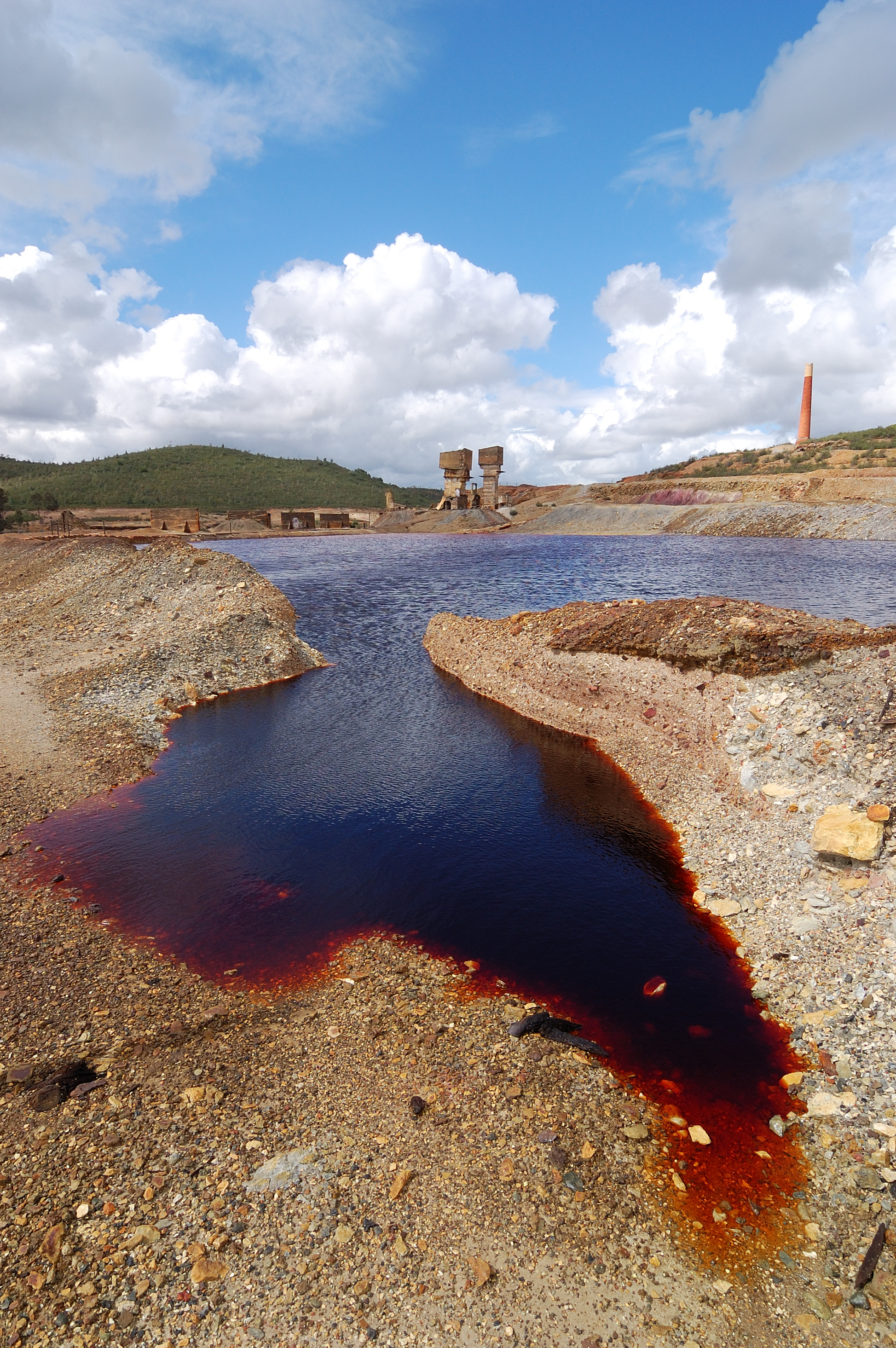
Depósito de águas poluídas, na Mina de São Domingos.

### Problemas ambientais
A exploração da mina levou a graves problemas ambientais na região em redor, especialmente nos cursos de água, com maior incidência no Rio Guadiana, onde se verificou a morte em massa da fauna aquática. Apesar do encerramento da mina, na década de 1960, os problemas ainda se acentuaram, devido ao abandono em que foram votadas as antigas infraestruturas mineiras. Com efeito, no local permaneceram milhões de toneladas de cinzas e escórias, calculando-se em 2009 que os resíduos atingissem um volume de cerca de 25 milhões de metros cúbicos. Uma grande parte, correspondendo a cerca de 14 milhões de metros cúbicos, situa-se por debaixo das casa na vila de São Domingos. As águas da chuva ficam contaminadas ao passar por estes resíduos, levando à formação de grandes lagoas de água sulfúrea nas depressões do terreno. Estas águas, contaminadas com elevados níveis de arsénio, cádmio, cobre, ferro, chumbo e níquel, estavam parcialmente armazenadas em barragens, ou então seguiam de forma livre pelos cursos de água, gerando uma forte poluição na área de fronteira entre Portugal e Espanha.
Em 2002, o presidente da Junta de Freguesia de Santana de Cambas, José Rodrigues, afirmou que um afluente do Rio Chança recebia «o líquido lixiviado com elevada presença de óxidos dissolvidos, que é lançado na albufeira de onde é retirada água para consumo humano e para regadio na província espanhola de Huelva». Estas águas acabam por poluir também o Rio Guadiana, especialmente nos tramos mais próximos da antiga mina, tendo investigadores portugueses e espanhóis do programa UTPIA - Utilização do Chumbo como Indicador de Vulnerabilidade Ambiental na Faixa Piritosa Ibérica encontrado concentrações de metais pesados nos bivalves e nas raízes das plantas. Porém, durante os estudos verificou-se que «apesar de muitas vezes as concentrações de chumbo serem elevadas nas mineralizações, não há uma transferência para os seres vivos que seja muito evidente», como referiu Maria João Batista, do Instituto Nacional de Engenharia, Tecnologia e Inovação. Acrescentou que também foram encontradas «algumas concentrações nos bivalves, mas também não são significativas, não atingem níveis de toxicidade e não põem em risco ninguém».
Apesar do elevado grau de acidez das águas, correspondente a pH 1, estas eram utilizadas pelas populações locais para se banhar, acreditando que faziam bem à pele e aliviavam os problemas reumáticos, situação semelhante à que se verificava nas Termas de São João do Deserto, junto às Minas de Aljustrel.

### Reaproveitamento turístico e cultural
Nas décadas após o encerramento das minas, surgiram várias iniciativas de interesse turístico na área de São Domingos, incluindo a instalação da Pousada de São Domingos na antiga casa do administrador da mina, a instalação de um pólo museológico numa antiga casa de mineiros, e a criação da praia fluvial da Tapada Grande, situada na albufeira do mesmo nome, e que é considerada como uma das melhores praias do seu tipo na Europa, e que foi distinguida pelo seu acesso a pessoas de mobilidade reduzida.
Também foi criado um percurso de visita, a Rota do Minério, que segue o percurso da antiga via férrea até ao Pomarão, passando por vários pontos de interesse da antiga mina.
A aldeia e as antigas infraestruturas da mina também se têm destacado pelas suas diversas iniciativas de cariz cultural, tendo a autarquia de Mértola classificado a Mina de São Domingos como um «espaço multicultural único». Um dos principais empreendimentos culturais foi o Malacate, cujo nome vem de uma das estruturas icónicas da mina, e que reúne artistas portugueses e estrangeiros. Como parte deste programa foram organizados vários eventos aproveitando os antigos espaços da mina, incluindo por exemplo o concerto Sons do Tempo da Orquestra Clássica do Sul, que teve lugar em 22 de Julho de 2018, na antiga fábrica de enxofre da Achada do Gamo, e o evento de rua Caixa de Perguntas, que foi feito no antigo cais do minério, em Junho de 2023.

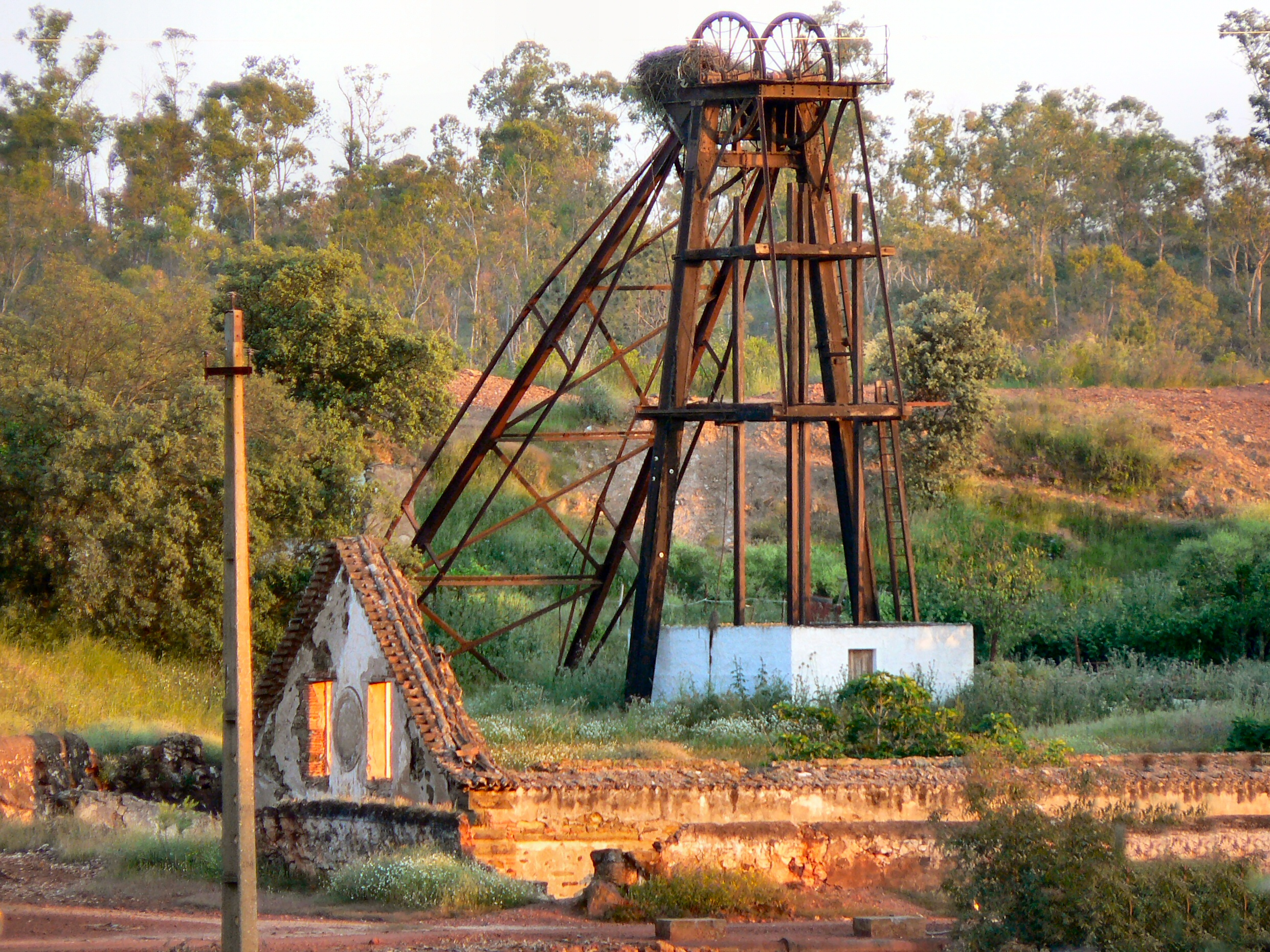
Mina de S. Domingos: Bomba de remoção de águas do interior dos túneis da mina.

## História

### Antecedentes
A produção mineira em São Domingos é muito antiga, tendo-se iniciado provavelmente ainda durante a Idade do Bronze. Na zona de Gaimanitos, a oriente da antiga mina, foram descobertas peças de cerâmica atribuídas ao final da Idade do Bronze, comprovando a presença humana na área durante esta época. A mina foi depois explorada pelos fenícios e cartagineses. Durante o período romano, terá funcionado entre os princípios do século I e meados do século IV, de acordo com os vestígios arqueológicos, tendo Aboim Inglês apontado os anos de 12 e 385 como início e fim da lavra mineira. Os romanos terão escavado até cerca de 20 m por debaixo de uma galeria de esgoto que eles próprios instalaram, e terão utilizado rodas hidráulicas para retirar as águas da mina. Além dos poços mineiros, também foram encontrados depósitos de escórias de fundição romanas na área da Achada do Gamo. Aboim inglês refere que o volume dos trabalhos romanos foi calculado em cerca de 150 mil m³, correspondendo a 650 mil toneladas. Durante estas primeiras fases de exploração, o minério era levado por terra até Mértola, e depois transportado a bordo de navios que seguiam o Rio Guadiana. Com efeito, nas imediações da Barragem da Tapada Grande foram encontrados os vestígios de uma possível Estrada romana, que ligaria a mina a Mértola.
Estas não foram as únicas minas romanas na área do Município de Mértola, tendo sido encontrados possíveis vestígios de exploração no Serro do Ouro e em São Romão, ambos igualmente situados na freguesia de Corte do Pinto, na Herdade dos Namorados, na freguesia de Mértola, e na Vargem do Carrascal, na freguesia de Espírito Santo. Há também indícios de exploração romana em Paymoguillo, na margem espanhola do Rio Chança. A mina foi depois aproveitada durante o período islâmico.
O nome das minas advém de uma capela que estava situada na serra, dedicada a São Domingos, e cuja imagem foi depois preservada pelos administradores britânicos.
Em 1897, José Leite de Vasconcelos relatou na obra O Arqueólogo Português que tinham sido descobertas várias sepulturas nas imediações da Mina de Sâo Domingos, que os jornais tinham noticiado como sendo muito antigas, mas o investigador afiançou que seriam mais recentes do que anunciado, e muito provavelmente associadas já à religião cristã. No volume de 1905 foi transcrita uma notícia publicada no jornal O Século em 25 de Fevereiro desse ano, sobre os achados arqueológicos na área da mina: «Para alargamento dos córtes, proceder-se-ha aqui, dentro em pouco, a escavações em terreno não mexido em nossos dias, podendo isto dar talvez logar a que mais algumas antigualhas sejam encontradas, como succedeu ha quasi meio seculo, quando começou a exploração moderna d'este importante jazigo mineiro, onde tanto laboraram alguns povos da antiguidade. Parece ser o Sr. Felix o chefe dos novos trabalhos. Este cavalheiro, como todos os seus compatriotas hoje aqui ao serviço d'esta empresa, é tambem homem bastante activo e inteligente.» A notícia acrescenta que «ainda com respeito à escavação a que se tem procedido e cremos se procede ainda no sitio dos Barriaes, para os lados de Chança, consta já terem sido encontradas algumas amphoras e tijolos, tudo em bom estado de conservação, comquanto se supponha que muitos seculos tenham decorrido sobre taes antiguidades, que muito bem poderão ser contemporaneas das que nesta minha foram encontradas no principio da nova exploração, e mesmo já depois d'isso, haverá uns 6 annos.»

Planta da exploração mineira, em 1874. Neste mapa surge também a aldeia dos trabalhadores, com o hospital e igreja, além de várias estruturas de apoio, como oficinas e armazéns.

### Exploração industrial

#### Primeira fase
Na segunda metade do século XIX iniciou-se uma nova fase de exploração da mina, no âmbito da Revolução Industrial. Em 1854 os filões de minério foram redescobertos por Nicolau Biava, que registou a mina em 1857, e no ano seguinte fez a sua concessão a Ernesto Deligni Luiz Decazes e Eugénio Leclere. A concessão tornou-se definitiva em 1859, tendo sido transmitida à empresa espanhola La Sabina, uma sociedade anónima constituída em Huelva e sedeada em Paris. A companhia espanhola não manifestou qualquer interesse em explorar a fundo os depósitos de minerais, tendo feito apenas alguns trabalhos de prospecção, que renderam poucas centenas de toneladas de minério. Em 1856, a empresa espanhola entregou a concessão das minas à firma londrina Mason & Barry, Ltd., que era representada em território português por James Mason, que foi posteriormente recompensado com o título de Visconde de São Domingos. A exploração arrancou em 1858 ou 1859.
Em 1859 entrou ao serviço o porto fluvial do Pomarão, no Rio Guadiana, para o escoamento do minério por via marítima. De forma a transportar o minério entre as minas e o porto fluvial, num percurso de cerca de 17 Km, a empresa instalou uma linha férrea, que entrou em funcionamento em 1862, e que inicialmente utilizava comboios rebocados por animais. Esta foi uma das primeiras linhas férreas a serem construídas em território nacional. Em 1867 a bitola da linha foi alterada para  1065 mm, e começaram a ser utilizadas locomotivas a vapor. Segundo Aboim Inglês, inicialmente a exploração era feita segundo o método de trabalhos subterrâneos de «pilares e macissos», tendo depois começado a ser feita em céu aberto, através da corta, que começou a ser escavada em 1867 e funcionou durante cerca de duas décadas. Para abrir a corta foi necessário extrair uma grande quantidade de materiais estéreis, calculados em mais de 50 milhões de metros quadrados, que foram colocados nos vales em redor da mina, mudando profundamente a paisagem. Também na década de 1860, a empresa também instalou um centro para o tratamento e preparação das pirites na área da Achada do Gamo. A corta eventualmente atingiu 120 pisos de profundidade, ponto a partir do qual já não foi possível continuar os trabalhos a céu aberto, pelo que se retomou a exploração subterrânea, através do método de «cortes e relhenos», tendo sido aberto um poço vertical até ao piso 150. Desta forma, a produção mineira, que inicialmente era bastante reduzida, expandiu-se de forma considerável, tendo-se afirmado como o mais importante centro mineiro em Portugal.
A operação da mina trouxe benefícios não só à economia do Município de Mértola, mas também às regiões em redor. Por exemplo, forneceu um novo mercado às salinas de Castro Marim, enquanto que o grande movimento de navios ao longo do Guadiana potenciou a economia de Vila Real de Santo António, uma vez que era ali que as tripulações adquiriam normalmente os seus víveres.
A exploração das minas levou à fundação da aldeia de São Domingos, onde residiam os trabalhadores. Estes vieram das zonas em redor, e até de Alcoutim, no Algarve, uma vez que a mina garantia emprego, que faltava nas suas regiões de origem. Adelino Mendes refere que a presente aldeia de São Domingos foi na realidade a segunda povoação com este nome, uma vez que depois de terem sido construídos os primeiros edifícios na aldeia original foi descoberto precisamente naquele local um filão de minério muito rico. Como resultado, a maior parte das construções tiveram de ser demolidas para se poder explorar o minério, e a povoação foi transferida para outro local. A instalação de um povoado próprio foi justificada pela grande quantidade de mão-de-obra que era necessária para o funcionamento das minas, não só na exploração dos filões em si mas também noutras profissões associadas, como serralheiros, fundidores, caldeireiros, torneiros, fresadores, electricistas e carpinteiros. No seu auge a empresa teve cerca de 3500 operários, enquanto que a aldeia chegou a ter 8700 residentes. A exploração da mina também levou à criação de uma comunidade inglesa, que chegou a ter cerca de duzentas pessoas. Em 1860 foi construído o cemitério inglês na aldeia de São Domingos. Porém, apesar da importância económica das minas, as comunicações terrestres continuavam a ser muito deficientes, tendo o jornal Algarve e Alemtejo de 30 de Junho de 1901 noticiado que ainda não tinha sido construída uma estrada unindo uma mina à vila de Mértola, «não só porque o transito é grande mas tambem porque as necessidades ordinarias e extraordinarias assim o exigem», acrescentado que «São Domingos tem direito a este ramo de viação regular pois que largamente contribue para os cofres do Estado, e a despeza não póde ser de maior vulto porquanto a distancia reduz-se a 15 kilometros».
Entre 1890 e 1889 foi plantada uma grande mancha de eucaliptos, no sentido de produzir lenha para as funções industriais da mina, combater as doenças que atingiam os habitantes, e minimizar a poluição atmosférica. Foi igualmente no século XIX que foram construídas pelo menos duas das barragens da mina.
Em 1897, o rei D. Carlos e a rainha D. Amélia estiveram na mina de São Domingos, como parte de uma visita ao Sul do país.

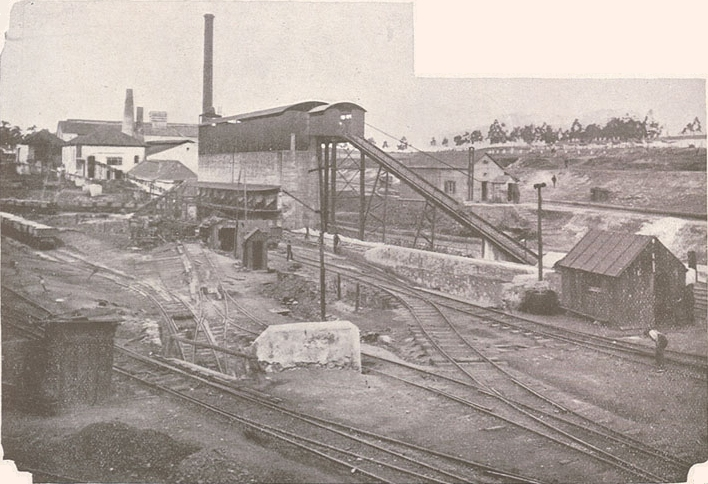
Engenho na Mina de São Domingos. Fotografia publicada na Ilustração Portuguesa em 1914.

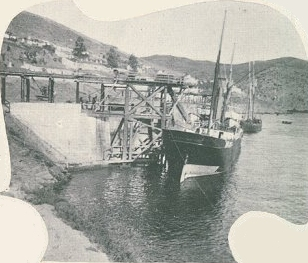
Cais fluvial no Pomarão, onde o minério era descarregado para os navios.

#### Segunda fase
Os primeiros sinais de declínio das minas iniciaram-se ainda na década de 1900, devido às grandes dificuldades em explorar as pirites, que encareciam a produção, apesar das novas ferramentas introduzidas pela empresa. Apesar disto, nas décadas de 1900 e 1910 ainda foram feitos grandes investimentos no sentido de desenvolver a produção mineira. Por exemplo, o jornal O Algarve de 29 de Novembro de 1908 informou que a empresa iria construir mais três rampas de carga e descarga no Pomarão. Em 1913 fez trabalhos de dragagem na barra do Rio Guadiana, resolvendo desta forma um problema de assoreamento que tinha impedido a circulação de vapores de grandes dimensões. Durante este período, os navios não podiam circular totalmente carregados, sendo o resto do minério transportado em pequenas embarcações até à barra do rio, e depois ali carregado nos navios maiores. Este processo era muito dispendioso, motivo pelo qual a companhia britânica se ofereceu a dragar a barra do rio a seu próprio custo.
Em 1907 a mina produzia cerca de mil toneladas de minério por dia. Com o aumento da produção também se multiplicou o número de operários, trabalhando nesse ano mais de três mil mineiros em São Domingos, enquanto que a população da aldeia atingiu cerca de seis mil habitantes.
Em 13 de Abril de 1914, a revista Ilustração Portuguesa noticiou que tinha entrado ao serviço um novo engenho na mina de São Domingos, no sistema da corda sem fim, que era movido por um motor de 100 cv, e que era empregue para extrair o minério da contramina e parte das costas. O novo engenho custou 25 mil réis, e veio substituir um aparelho mais antigo, que passou a ser utilizado apenas na zona das costas. Segundo o artigo, nessa época a mina produzia cerca de 400 mil toneladas de minério por ano. Foi também neste período que se construíram algumas infraestruturas e amenidades para os trabalhadores da mina, tendo o jornal O Algarve noticiado em 30 de Agosto de 1908 que a empresa mineira tinha construído uma casa para escola primária, com alojamentos para os professores, mas em 25 de Outubro desse ano reportou que o edifício não tinha condições para funcionar, pelo que a empresa iria dar um prédio novo para servir como escola primária. Em 3 de Março de 1911 relatou que iria ser instalado um cemitério na povoação. Em 12 de Abril de 1914 referiu que a estação postal da mina de São Domingos tinha sido autorizada a expedir vales e encomendas postais. Entretanto, em 4 de Junho de 1911 relatou que a Direcção-Geral de Agricultura tinha enviado várias amostras da mina de São Domingos para o Museu de Bremen.
Nesta época já se faziam sentir os efeitos da poluição causada pelas explorações mineiras, tendo por exemplo o jornal O Algarve de 20 de Junho de 1913 noticiado que existiam receios das ostras no Guadiana estarem inquinadas de sais de cobre, «provenientes das aguas empregadas na laboração da Mina de S. Domingos que frequentemente são despejadas para o rio».
Em 4 de Março de 1914, o jornal O Heraldo reportou que o presidente do ministério, Afonso Costa, tinha visitado as minas de São Domingos, como parte do seu itinerário pelas regiões do Alentejo e Algarve. O percurso entre o Pomarão e as minas foi feito de comboio, tendo sido recebido na estação ferroviária da Casa da Balança por uma grande multidão, que segundo o relato era constituída pela «filarmonica local, a direção do Centro Republicano 5 de Outubro, junta de paroquia de Córte do Pinto, alferes da guarda fiscal, chefe da policia, com alguns guardas; todos os chefes inglezes da Mina, capatazes, alguns empregados, comerciantes, etc. Junto á filarmónica dois populares empunhavam grandes bandeiras nacionaes, que a direção do Centro Republicano para esse fim cedera. Todo o vasto recinto da estação do caminho de ferro (casa da Balança), estava repleto de povo, que foi calculado em 3:500 pessoas, entre operários, mulheres e crianças, faltando, porém, uns 600 operários qne àquela hora se achavam trabalhando». Em 17 de Janeiro de 1915, o jornal O Algarve noticiou que «a empreza da mina de S. Domingos está construindo um quartel para alojamento da guarda republicana».
Em Janeiro de 1918, a povoação da mina de São Domingos foi uma das atingidas pela falta de alimentos que se fez sentir em vários pontos do país durante a Primeira Guerra Mundial, tendo o jornal O Algarve de 27 de Janeiro reportado que a mina estava isolada devido à suspensão dos vapores entre Mértola e Vila Real de Santo António, pelo que não havia fornecimentos de comida, e os víveres que restavam atingiam preços muito elevados. Nos anos 30 começou a funcionar um posto médico contra malária na povoação, como parte de um programa do governo para combater aquela doença. Nos princípios da década, a aldeia contava com mais de quatro mil habitantes, enquanto que os trabalhadores da mina era normalmente mais de dois mil. Em 31 de Janeiro de 1956, o Diário Popular noticiou que o governo tinha recentemente construído um edifício escolar em São Domingos, no âmbito no Plano dos Centenários.

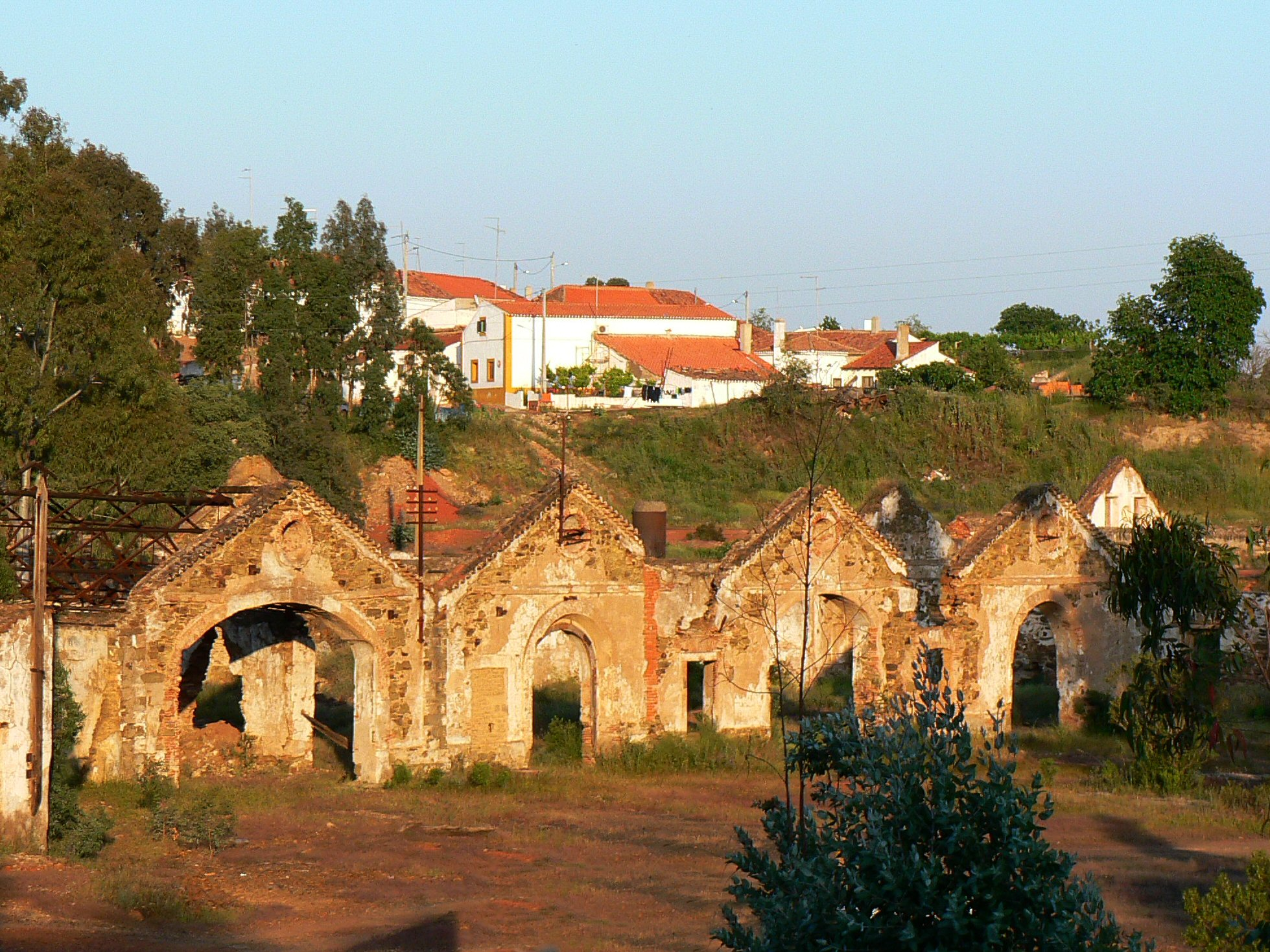
Ruínas de edifícios na Mina de São Domingos.

### Encerramento
Num artigo escrito por Conceição Silva para a Revista Alentejana, e transcrito em Julho de 1966 no Jornal do Algarve, refere-se que em 1961 foi noticiado que a mina de São Domingos estava prestes a ficar esgotada, restando apenas reservas de minério para cerca de oito anos, caso não fossem descobertos novos filões. Com efeito, a empresa mineira chegou a fazer trabalhos de prospecção em vários pontos da região meridional do país, embora sem sucesso. De forma a aproveitar os terrenos após o final da produção, já em 1961 estava prevista a plantação em massa de eucaliptos, que iriam ocupar uma área superior a mil hectares. De igual forma, alguns mineiros já se tinham começado a transferir para outras explorações, de forma a aproveitar a valiosa experiência adquirida. Por exemplo, em Janeiro de 1964 um grupo de antigos trabalhadores de São Domingos tinha começado a fazer os trabalhos de execução nos poços de acesso ao interior da mina de Campina de Cima, no Município de Loulé. A mina foi encerrada em 1966, devido ao esgotamento dos depósitos de minério, e à queda nos preços dos minerais.
As minas operaram durante cerca de um século, desde meados do século XIX, constituindo um exemplo raro de longevidade em empreendimentos deste tipo, tendo sido extraída uma massa estimada de 25 milhões de toneladas de pirites cúpricas e sulfurosas. O encerramento da mina de São Domingos levou ao desenvolvimento da exploração noutros coutos mineiros, nomeadamente o de Aljustrel. O antigo complexo ficou ao abandono desde 1984, data em que terminou a concessão, ficando por tratar uma série de graves problemas ambientais, gerados pelo funcionamento das minas. O cemitério inglês na aldeia também ficou ao abandono, tendo sido por diversas vezes vandalizado no período após a Revolução de 25 de Abril de 1974, com a gravação de cruzes suásticas nas campas, provavelmente por vingança contra as más condições de trabalho nas minas.
A ausência de uma estratégia no sentido de reduzir os graves efeitos económicos do encerramento da mina, combinado com a vandalização e abandono dos equipamentos, levaram a uma forte decadência da região, gerando o êxodo das populações e criando grandes problemas ambientais. Com efeito, em 2021 a aldeia tinha apenas cerca de seiscentos habitantes. Esta situação já tinha sido prevista em 1907 pelo jornalista Adelino Mendes, que alertou para os problemas económicos que adviriam do encerramento das minas, devido à falta de alternativas na região. Com o final da exploração das minas, também deixaram de se fazer trabalhos de dragagem no Rio Guadiana, levando ao progressivo assoreamento daquele curso de água, reduzindo a sua navegabilidade.

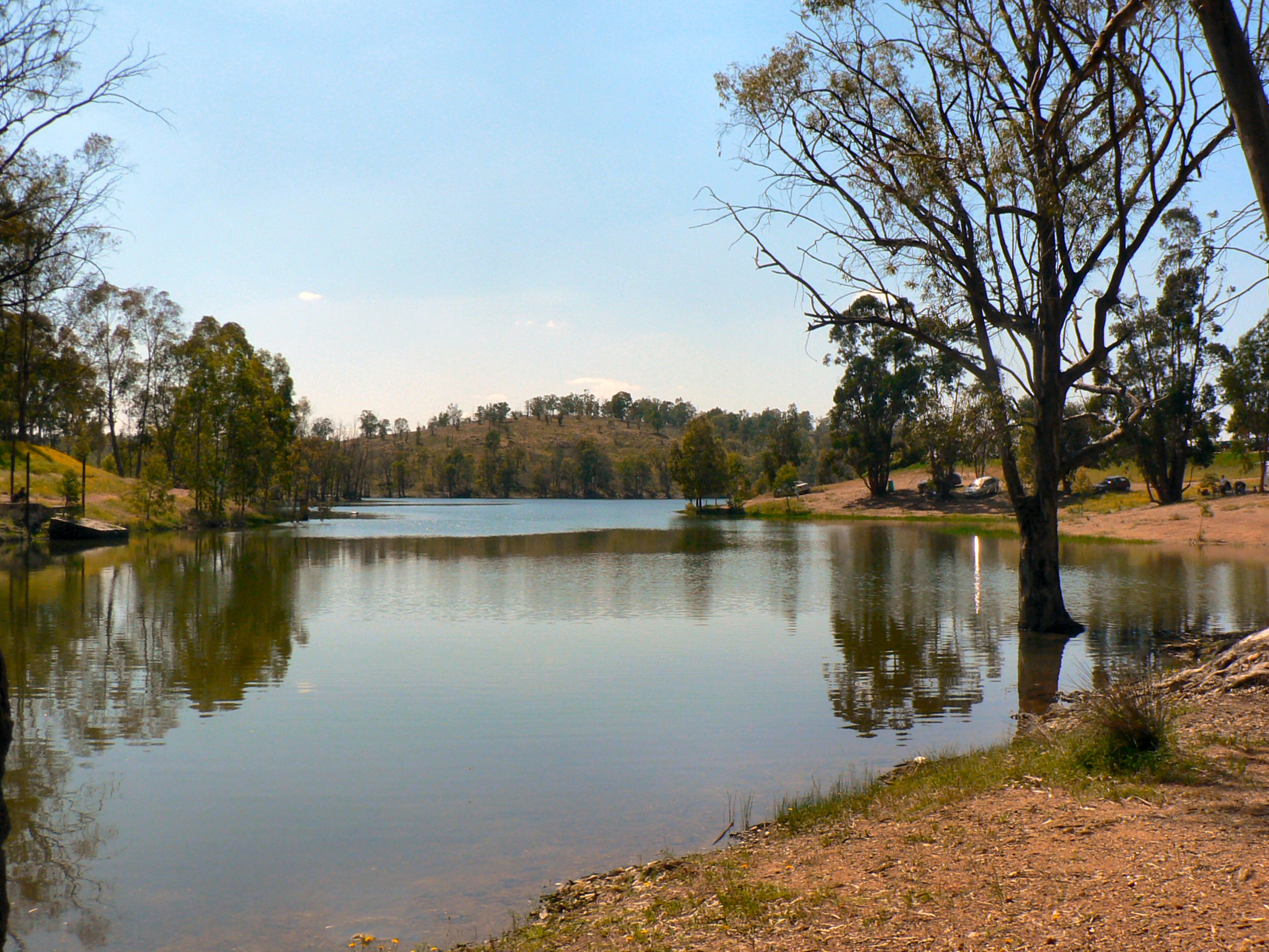
Praia na barragem da Tapada Grande.

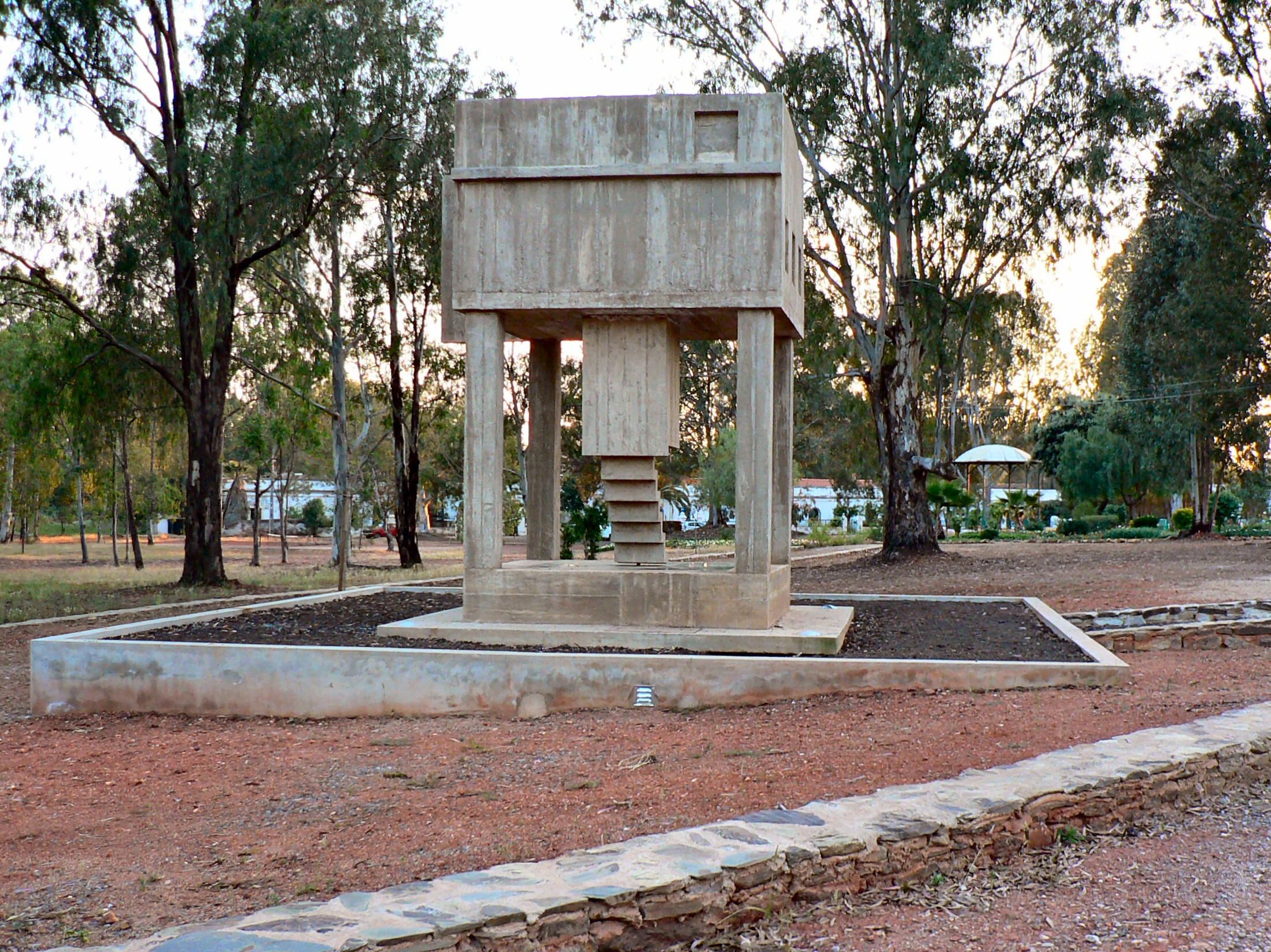
Monumento ao mineiro, na aldeia de São Domingos.

### Recuperação do património mineiro

#### Décadas de 1990 e 2000
Em 1992 foram feitos os primeiros trabalhos arqueológicos na Mina de São Domingos, no âmbito do programa de Levantamento arqueológico do Parque Natural do Vale do Guadiana. Em 1994 foi elaborado o Plano Geral de Urbanização para a área de São Domingos. Em Junho de 2000, foi criada a praia fluvial da Mina de São Domingos, na barragem da Tapada Grande.
Em 2001 foi criada uma companhia estatal, a Empresa de Desenvolvimento Mineiro, que tinha como principal finalidade a recuperação do ponto de vista ambiental de áreas atingidas por explorações mineiras, incluindo a de São Domingos, onde até 2016 fez alguns trabalhos para proteger a corta mineira. Em 2002, a recuperação ambiental estava entregue à empresa Exmin, estando prevista para o ano seguinte a instalação de vedações em redor das lagoas de águas ácidas, e e trabalhos de reforço nos paredões das barragens. Em 5 de Agosto de 2003, o jornal Público noticiou que a Câmara Municipal de Mértola tinha assinado um acordo de colaboração com o Instituto Nacional de Engenharia e Tecnologia Industrial, para a elaboração do levantamento topográfico da antiga área mineira e analisar as escórias, no sentido de avaliar a possibilidade de serem descontaminadas. Segundo o vereador Jorge Rosa, depois de limpas, as escórias seriam utilizadas na pavimentação das estradas, enquanto que os elementos tóxicos seriam «transportados para um local adequado».
Em 2004, a Câmara Municipal de Mértola, em conjunto com a empresa espanhola La Sabina, criou a Fundação Serrão Martins, que tinha como finalidade conservar e valorizar o rico património da mina de São Domingos, e ao mesmo tempo promover o desenvolvimento local. Também em 2004, a empresa La Sabina fez uma proposta para construir uma central solar nas imediações da antiga mina, que que seria a maior do mundo, com cerca de quatrocentos hectares, mas que não avançou devido à oposição do governo. Em Abril desse ano, foi inaugurado na aldeia um monumento aos mineiros, numa cerimónia comemorativa dos 150 anos do registo da descoberta dos depósitos de minério, na qual participou o antigo Presidente da República, Jorge Sampaio.
Em 26 de Janeiro de 2005, o ministro das Actividades Económicas e do Trabalho, Álvaro Barreto, esteve no local para apresentar o Plano de Recuperação e Monitorização Ambiental de Áreas Mineiras Degradadas, que no caso de São Domingos iria incluir a reabilitação das barragens, a vedação e sinalização da corta e da barragem da Achada do Gamo, a recuperação do sistema de canais circundantes, e o restauro da antiga estação de caminho de ferro no Pomarão. Em 2 de Agosto desse ano foi oficialmente concluída a primeira fase de recuperação, que consistiu na instalação de vedações e de passadiços na zona da Corte da Mina, impedindo o acesso mas permitindo uma visita em segurança à lagoa de águas ácidas. Nesse dia também foi inaugurada a Rota do Minério, um percurso de visita que aproveita o canal da antiga rede ferroviária até ao porto do Pomarão, tendo sido igualmente recuperado um edifício antigo para servir como Centro de Interpretação Ambiental. Também nesse ano a área da antiga mina foi alvo de pesquisas arqueológicas, no âmbito do Plano de Ordenamento da Albufeira da Tapada Pequena, tendo sido recolhidas e documentadas diversas ocorrências de interesse, tanto romanas como contemporâneas. Em 26 de Junho de 2006 foi inaugurado o Centro de Documentação da Mina de São Domingos, que foi a primeira parte permanente do Museu da Mina de São Domingos. Nesse ano, a mina foi inserida na Carta Arqueológica de Mértola, como um sítio onde foram encontrados vestígios romanos. Em 2007, foram feitos trabalhos de levantamento arqueológico no local da antiga corta, como parte do plano de Recuperação Ambiental do Complexo Mineiro de São Domingos.

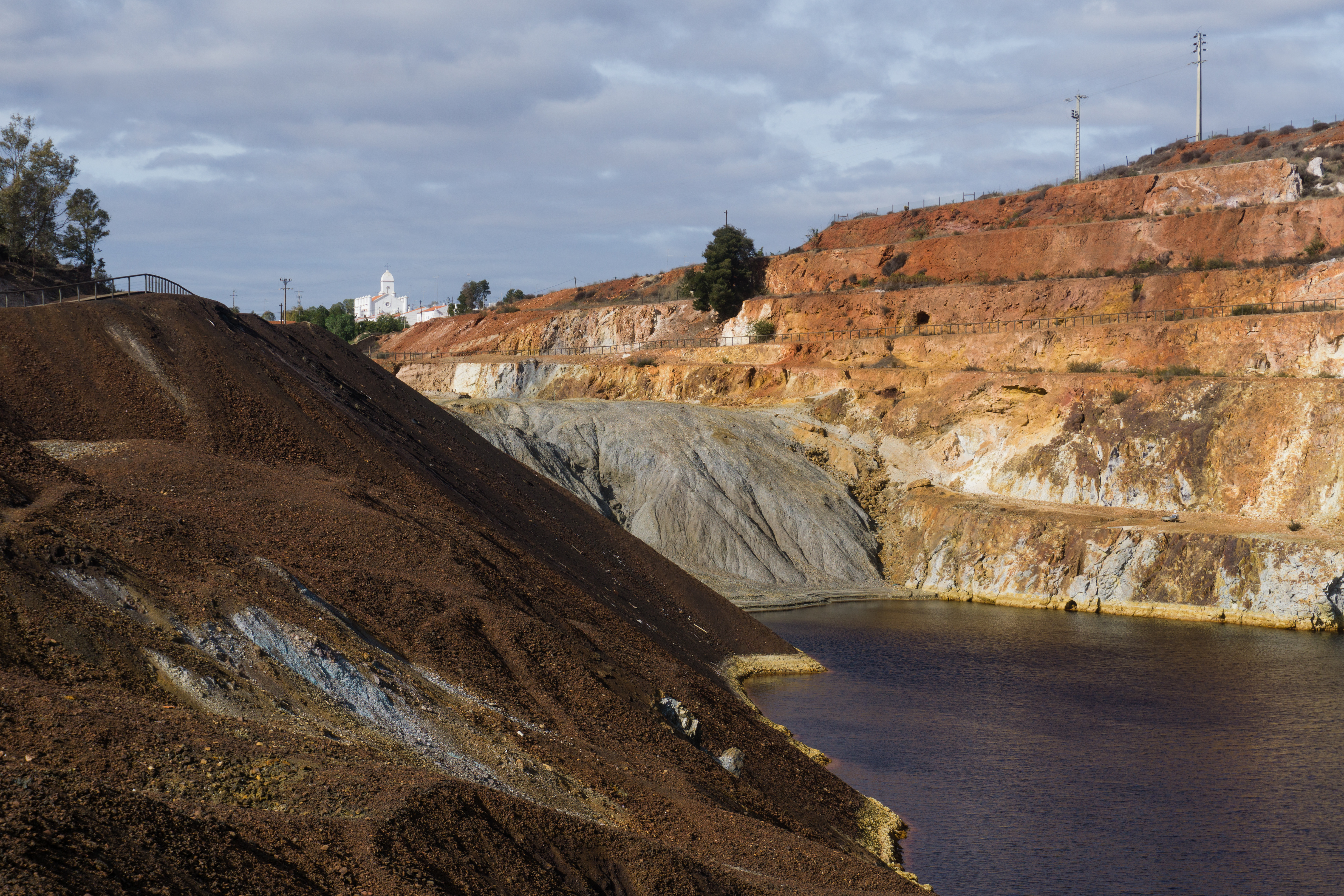
Antiga corta da mina, em 2019. Ao fundo é visível a igreja na aldeia de São Domingos.

#### Década de 2010
Em 2011 a autarquia de Mértola desenvolveu dois planos para o aproveitamento das antigas infraestruturas mineiras, um para a instalação de uma ecopista na plataforma da antiga linha férrea, no valor de 333 mil euros, e outro para requalificar a zona ribeirinha no Pomarão, que iria custar cerca de 693 mil euros, intervenções que iriam ser apoiadas por fundos comunitários. Porém, a proprietária dos terrenos, a empresa La Sabina, recusou-se a fazer a sua cedência por um período de trinta anos, pelo que este empreendimentos foram cancelados. Em 2012, a Fundação Serrão Martins, a empresa Merturis e a autarquia de Mértola organizaram o primeiro Encontro Mineiro de São Domingos, um evento de interesse cultural e científico, que tinha como finalidade promover o desenvolvimento do Município de Mértola, ao promover a vila e a Mina de São Domingos como destinos de turismo cultural e científico.
O antigo complexo mineiro foi classificado como Conjunto de Interesse Público pela Portaria n.º 414, de 18 de Junho de 2013, que protegeu a mina e as infraestruturas de apoio, incluindo a rede ferroviária. Em 2014 o sítio foi alvo de trabalhos arqueológicos no âmbito do programa PIPA/2014 - Actividade Mineira e Metalúrgica no Sul de Portugal Durante o III Milénio.
Em 2016 arrancou o programa estatal para a recuperação ambiental da antiga mina, coordenado pela Empresa de Desenvolvimento Mineiro, que foi orçado em cerca de 20 milhões de euros, e apoiado por fundos comunitários. Este programa foi organizado em seis fases, com as primeiras duas correspondendo aos trabalhos de controlo das escorrências de águas nas margens direita e esquerda, seguindo-se o confinamento dos resíduos de mineração, a instalação de um sistema de drenagem e tratamento das águas ácidas, a descontaminação do vale, e finalmente «a recuperação e valorização patrimonial e turística da antiga área mineira de São Domingos». A primeira fase, no valor de quatro milhões de euros, foi a concurso ainda em Setembro desse ano.
Em 24 de Julho de 2018, a Câmara Municipal de Mértola assinou o auto de recepção provisória da obra, após a conclusão da primeira fase do programa de recuperação da mina de São Domingos. Em Junho de 2019 iniciou-se a empreitada da segunda fase, que foi orçada em 3,7 milhões de euros, e que contemplava a recuperação dos canais de recolha de águas de escorrência superficial, situados na margem esquerda da ribeira de São Domingos. Segundo o Secretário de Estado do Ambiente, João Galamba, tanto o governo como a Empresa de Desenvolvimento Mineiro estavam empenhados em «tratar da recuperação ambiental» do conjunto da antiga mina de São Domingos, que é «um dos principais do país». Explicou que a mina «começou a laborar no século XIX e, como a exploração mineira não tinha os requisitos ambientais que tem hoje, deixou um grande passivo, que importa tratar, resolver e recuperar». De acordo com a Empresa de Desenvolvimento Mineiro, as duas primeiras fases do programa de recuperação tinham como finalidade separar as águas limpas dos focos contaminantes, no sentido de «evitar a produção de águas contaminadas por lixiviação dos escombros piritosos depositados nas escombreiras», permitindo «reduzir, de forma muito significativa, o volume de águas ácidas e a carga mássica de contaminantes que descarregam na ribeira do Mosteirão e consequentemente para os rios Chança e Guadiana».
Em dois acidentes isolados ocorridos em 26 de Setembro e 12 de Outubro de 2018, dois cidadãos britânicos ficaram feridos quando as motas em que seguiam caíram para o fosso de uma ponte ferroviária, na antiga via férrea até ao Pomarão. Ambos estavam a seguir a estrada de terra batida no percurso da linha férrea, e aperceberam-se tarde demais que a ponte não tinha tabuleiro. Estes acidentes chamaram a atenção para a necessidade de sinalizar aquela estrada, que era utilizada por praticantes de desportos motorizados e pelas populações locais.

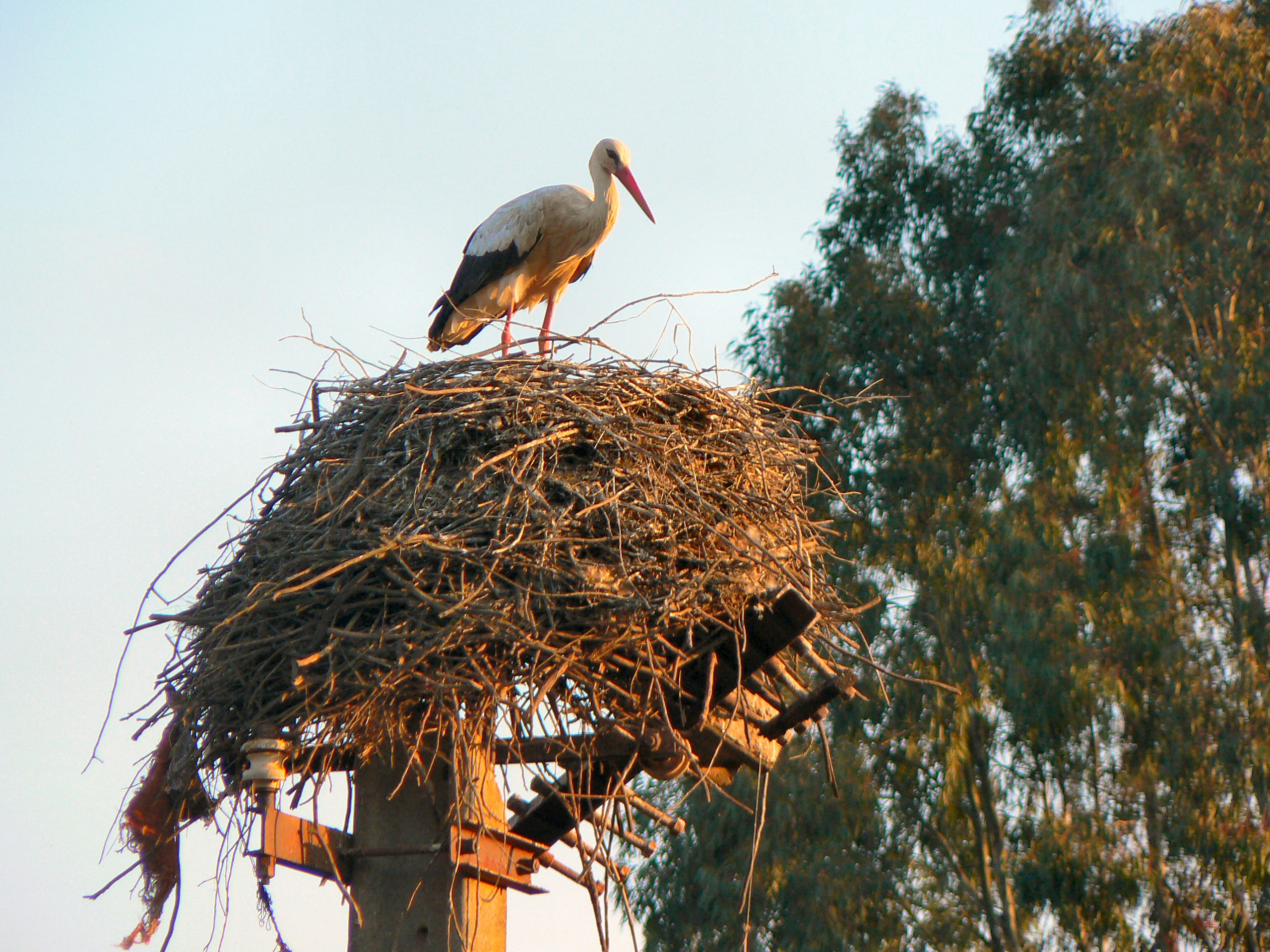
Ninho de cegonhas. Apesar do seu elevado grau de poluição, a área da antiga mina de São Domingos ainda alberga um rico ecossistema.

#### Década de 2020
Em 2020 a Universidade de Trás-os-Montes e Alto Douro estava a desenvolver o programa projeto MINECO – New Eco-innovative Materials for Mining Infra, que tinha como finalidade criar produtos inovadores e amigos do ambiente, com base nos resíduos das explorações mineiras de São Domingos e de Neves-Corvo. Nesse ano a La Sabina, em conjunto com a empresa SolCarport Portugal, retomou os planos para instalar a central solar, tendo neste sentido abatido grande parte da mata de eucaliptos junto à mina, numa área de seiscentos hectares. Além da construção da central solar, também estava prevista a substituição dos eucaliptos por medronheiros e azinheiras. Este processo foi criticado pelo presidente da Comissão de Moradores da Mina de S. Domingos, Joaquim Cavaco, que considerou a mata como «o pulmão verde» dos habitantes da aldeia, e alertou que o corte das árvores iria «provocar a erosão dos solos, aumentar a desertificação, reduzir a qualidade ambiental». Acrescentou que a desflorestação já estava a criar problemas «em dezenas de apiários», uma das fontes de rendimento dos habitantes, além do desaparecimento da caça, numa área onde «existiam veados, perdizes, lebres e javalis». Em 16 de Junho de 2023 ocorreu um grande incêndio na área da Tapada Grande. Na sequência deste incêndio, a empresa espanhola exigiu aos habitantes locais que removessem as hortas e estruturas clandestinas nas margens das barragens das Tapadas Grande e Pequena, alegando que tinha impedido a circulação das viaturas dos bombeiros no incêndio de Junho. Esta decisão foi mal recebida pelas populações, uma vez que as hortas já existiam naqueles locais há muitos anos, tendo sido plantadas ainda durante o período de funcionamento das minas, com autorização da empresa exploradora, de forma a complementar a alimentação dos habitantes, embora não tenha sido feita qualquer transferência oficial na propriedade dos terrenos.
Em 15 de Agosto de 2023, o jornal Público relatou que a empresa Almina estava interessada em fazer trabalhos de pesquisa nas áreas dos Municípios de Mértola e de Castro Verde, no sentido de encontrar novos depósitos de cobre, zinco, estanho, chumbo, ouro. Porém, a Direcção Regional de Cultura do Alentejo alertou contra os problemas ambientais que poderiam surgir com os trabalhos mineiros naquela região, que se encontra em grande parte da sua extensão no interior do Parque Natural do Vale do Guadiana, além de situar também em várias Zonas de Protecção Especial e Zonas Especiais de Conservação. Aquele organização explicou que «são extraordinariamente frágeis, do ponto de vista patrimonial territórios como o do complexo mineiro de S. Domingos, da mina do Chança, de Mértola e os seus arrabaldes» e que «são expectáveis impactes significativos nos valores naturais». Em 13 de Novembro de 2024, foi apresentado nas minas de São Domingos o programa Income, concebido pela Universidade de Évora e o Instituto Politécnico de Beja para desenvolver modelos de gestão ambiental para antigas zonas mineiras, que estivessem contamindas por metais tóxicos, e que segundo a autarquia de Mértola representava «uma oportunidade para promover a literacia científica da comunidade, promovendo uma aproximação entre a academia as populações locais».

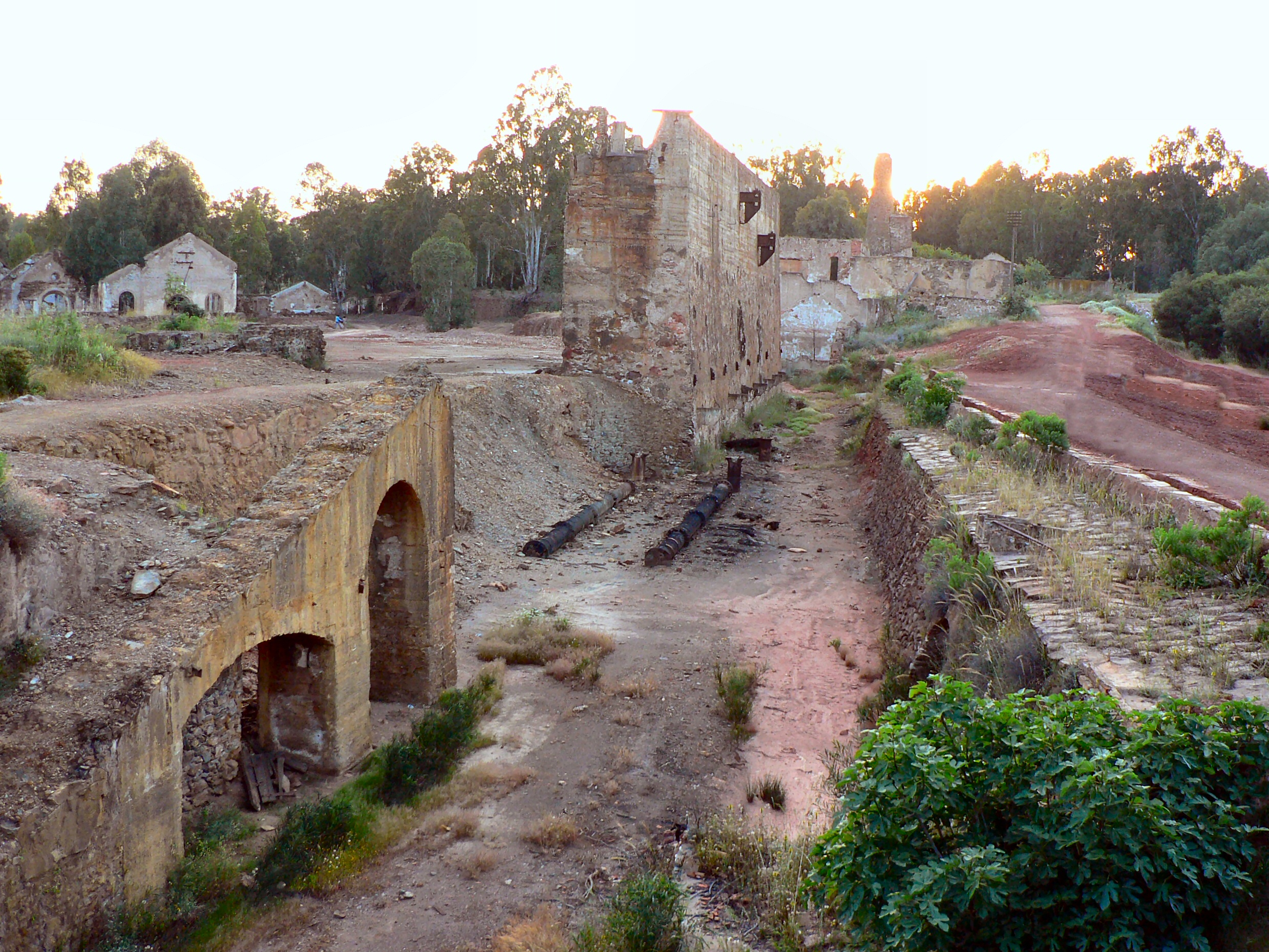
Ruínas de edifícios na mina de São Domingos.

## Leitura recomendada
- ALLAN, C. J. (1965). A mineração em Portugal na Antiguidade. Boletim de Minas. Lisboa: [s.n.]
- ALVES, H. (Abril de 1997). Mina de S. Domingos: um caso de tipologia industrial mineira. Arquivo de Beja. Volume IV, Série III. [S.l.: s.n.]
- BELLO. A. O. (1909). Minéraux portugais. Boll. de la Soc. Port. des Sciences Naturelles. [S.l.: s.n.]
- BELLO. A. O. (1910). Minéraux portugais. Boll. de la Soc. Port. des Sciences Naturelles. [S.l.: s.n.]
- BELLO. A. O. (1913). Minéraux portugais. Boll. de la Soc. Port. des Sciences Naturelles. [S.l.: s.n.]
- BENTO, Miguel da Conceição (2013). Vida e morte numa mina do Alentejo: pobreza, mutualismo e provisão social: o caso de S. Domingos (Mértola) na primeira metade do séc. XX 1.ª ed. Castro Verde: 100 Luz. 175 páginas. ISBN 978-989-8448-16-3
- CANTEIRO, M. H. S. F. (1994). Mina de S. Domingos: um caso de estudo de contaminação histórica (Tese de Mestrado). Universidade de Coimbra
- CARVALHO, D. (1979). Geologia, metalogenia e metodologia da investigação de sulfuretos polimetálicos do sul de Portugal. [S.l.]: Comunicações dos Serviços Geológicos de Portugal
- CUSTÓDIO, Jorge Custódio (2013). Minas de S. Domingos: território, história e património mineiro. Lisboa: Instituto Superior de Economia e Gestão. 180 páginas. ISBN 978-989-96593-3-9
- GASPAR, O. (1998). «História da Mineração dos Depósitos de Sulfuretos Maciços Vulcanogénicos da Faixa Piritosa Portuguesa». Boletim de Minas. Lisboa
- GUIMARÃES, Paulo (2001). Indústria e conflito no meio rural: Os mineiros alentejanos (1858-1938). Lisboa: Edições Colibri e Centro Interdisciplinar de História, Culturas e Sociedades da Universidade de Évora. 366 páginas. ISBN 972-772-269-5
- GUITA, Rui (2013). Patrimónios e potencialidades da Mina de S. Domingos: o exemplo Erica Andevalensis, Cabezudo y Rivera. Mértola e Évora: Fundação Serrão Martins, Câmara Municiapl de Mértola e Agência de Desenvolvimento Regional do Alentejo. 95 páginas. ISBN 978-989-95571-3-0
- JESUS, A. M. (1930). Minerais de Portugal continental: Vol II- Sulfuretos, arsenietos, oxisulfuretos e sulfossais. Lisboa: [s.n.]
- MARTINS, António B. Martins (2004). Roteiro da mina: Mina de S. Domingos. Estoril: [s.n.] 111 páginas
- MARTINS, João Miguel Serrão (2013). Por terras do chapéu de ferro: Mina de S. Domingos. Mértola e Évora: Fundação Serrão Martins, Câmara Municipal de Mértola e Agência de Desenvolvimento Regional do Alentejo. 63 páginas. ISBN 978-989-95571-2-3
- OLIVEIRA, J. T.; SILVA, J. B. (1990). Notícia Explicativa da Carta Geológica à escala 1:50000. Folha 46-D-Mértola. [S.l.]: Serviços Geológicos de Portugal
- QUENTAL L.;  et al. (2002). Imagens Hiperespectrais para Avaliação e Monitorização Ambiental em Áreas Mineiras: Resultados Preliminares do Projecto Mineo na Mina de São Domingos, Alentejo. Actas do Congresso Internacional sobre Património Geológico e Mineiro. Lisboa: Museu do Instituto Geológico e Mineiro
- REGO, Miguel; VALENTE, Jorge Paulo Pulido (2008). Mina de S. Domingos: 150 anos de história 3.ª ed. Mértola: Fundação Serrão Martins. 85 páginas. ISBN 978-989-95571-1-6
- VALENTE, Jorge Pulido Valente; VILLAESPESA, Mar (2004). Mina de S. Domingos: 150 anos de história: monumento ao mineiro (des)conhecido. Mértola: Câmara Municipal de Mértola. 81 páginas. ISBN 972-98943-4-5
- WEBB, J. (1958). Observations on the geology and origin of the S. Domingos Pyrite deposits, Portugal. Lisboa: Serviços Geológicos de Portugal